# Hugo Capet
Hugo Capet (în franceză Hugues Capet; n. 940 d.Hr., Dourdan⁠(d), Seine-et-Oise, Franța – d. 24 octombrie 996 d.Hr., Les Juifs⁠(d), Franța) a fost primul rege al francilor din Casa de Capet, de la alegerea sa în 987 până la moartea sa, în 996. El l-a succedat pe ultimul rege carolingian, Ludovic al V-lea.

## Descendența
Hugo Capet a fost fiul lui Hugo cel Mare, duce al Franței, și al Hedwigei de Saxonia, fiica regelui Henric I al Germaniei și sora împăratului Otto I. 
Familia tatălui său - Roberțienii, fostă dinastie regală, reprezenta o aristocrație foarte puternică din Île-de-France. Bunicul după tată a fost regele Robert I al Franței, iar bunica - Beatrice, fiica lui Herbert I, conte de Vermandois. Așadar, Hugo a făcut parte dintr-o familie unită și puternică având multe legături cu nobilitatea regală a Europei; cu toate acestea tatăl său (Hugo cel Mare) nu a fost niciodată rege.
Numele Capet era probabil un pseudonim, provenind de la capă/pelerină conform etimologiei populare, sau de la la latinescul caput, cu înțelesul de „cap”, sau „mare șef”.
În anul 956 Hugo Capet a moștenit proprietățile tatălui său, Hugo cel Mare, și devine unul din cei mai puternici nobili din micul regat franc de vest. Fiindcă nu era încă adult, unchiul său, Bruno, arhiepiscop al Arhidiecezei de Köln, a asigurat regența.

## Pe tronul Franței
În anul 987 regele Carolingian Ludovic al V-lea a murit în urma unui accident de vânătoare. În lipsa unor urmași carolingieni direcți, marii nobili francezi l-au ales ca rege pe cel mai puternic dintre ei, Hugo Capet (fr. Hugues), urmaș al lui Robert Capet, cel care cu un secol în urmă asigurase regența în regatul Franței. Hugo Capet a rămas în istorie datorită faptului că a fondat o dinastie continuă de 36 de regi, care vor domni timp de opt secole pe tronul Franței.
Pentru a-și întări puterea în fața nobililor, Hugo Capet l-a asociat pe fiul său Robert al II-lea la domnie, iar acesta - la rândul său - a făcut la fel, astfel încât dinastia s-a transmis prin linie masculină directă.
Hugo Capet a rămas în istorie și datorită faptului că a fondat o dinastie continuă de 36 de regi, care vor domni timp de peste opt secole pe tronul Franței, până la 1848 (dintre care Capețieni direcți, un număr de 15 regi).

## Arbore genealogic
| Hugo Capet | Tatăl: Hugo cel Mare     | Bunicul după tată: Robert I al Franței   | Străbunicul după tată: Robert cel Puternic            |
| Hugo Capet | Tatăl: Hugo cel Mare     | Bunicul după tată: Robert I al Franței   | Străbunica după tată: Adelaide de Tours               |
| Hugo Capet | Tatăl: Hugo cel Mare     | Bunica după tată: Béatrice de Vermandois | Străbunicul după tată: Herbert I, Conte de Vermandois |
| Hugo Capet | Tatăl: Hugo cel Mare     | Bunica după tată: Béatrice de Vermandois | Străbunica după tată: Bertha de Morvois               |
| Hugo Capet | Mama: Hedwige a Saxoniei | Bunicul după mamă: Henric I al Germaniei | Străbunicul după mamă: Otto I, Duce al Saxoniei       |
| Hugo Capet | Mama: Hedwige a Saxoniei | Bunicul după mamă: Henric I al Germaniei | Străbunica după mamă: Hedwiga de Franconia            |
| Hugo Capet | Mama: Hedwige a Saxoniei | Bunica după mamă: Matilda de Ringelheim  | Străbunicul după mamă: Dietrich de Westfalia          |
| Hugo Capet | Mama: Hedwige a Saxoniei | Bunica după mamă: Matilda de Ringelheim  | Străbunica după mamă: Reinhild                        |

| Hugo Capet Casa de Capet Deces: 24 octombrie 996 |                                                                                                   |                     |
| Predecesor: Hugo cel Mare                        | Duce al francilor 956–987                                                                         | unit cu Coroana     |
| Predecesor: Ludovic V                            | Rege al francilor 3 iulie 987 – 24 octombrie996 cu Robert II drept co-rege (din 30 decembrie 987) | Succesor: Robert II |